# Corynoptera lycorielloides
Corynoptera lycorielloides är en tvåvingeart som beskrevs av Werner Mohrig och Nina Krivosheina 1985. Corynoptera lycorielloides ingår i släktet Corynoptera och familjen sorgmyggor. Inga underarter finns listade i Catalogue of Life.